# Niszowce
Niszowce (ukr. Нишівці) – wieś na Ukrainie w rejonie kuryłowieckim obwodu winnickiego.

## Pałac
- pałac wybudowany w pierwszej połowie XIX w. przez Mateusza Iżyckiego herbu Bończa[1].